# Homo Sol
Homo Sol è un racconto di fantascienza di Isaac Asimov pubblicato per la prima volta nel 1940 sul numero di settembre della rivista Astounding Science Fiction.
Successivamente è stato incluso nell'antologia Asimov Story (The Early Asimov) del 1972.
È stato pubblicato varie volte in italiano a partire dal 1973.
È il primo racconto della Trilogia dell'Homo Sol, insieme a Quantità immaginarie (The Imaginary) e Le matricole (The Hazing), entrambi del 1942.
L'ambientazione è la Federazione Galattica di civiltà ominidi sparse sui pianeti della galassia e il racconto tratta della richiesta di accettazione nella Federazione da parte degli ominidi della Terra, riscoperta da poco. Le varie civiltà che ne fanno parte vengono denominate con un prefisso che denota la loro "ominidità" seguito dal nome della loro stella: Homo Sol, appunto.
In Homo Sol Asimov introduce il concetto di psicologia sviluppata in una scienza matematicamente rigorosa, che poi incorpora nel ciclo della Fondazione.

## Trama
La Federazione Galattica ha sviluppato la psicologia in una pura e solida scienza, basata su equazioni quantitative che interpretano i comportamenti umani. Di conseguenza, i maestri psicologi sono persone importanti e molto considerate.
I Solariani (e cioè gli umani, chiamati anche Homo Sol) hanno sviluppato i viaggi nell'iperspazio e sono atterrati su un pianeta di Alpha Centauri, in questo modo entrando in lizza per l'accettazione nella Federazione Galattica delle specie umanoidi intelligenti.
Tan Porus, maestro psicologo all'università di Arturo, viene invitato a unirsi alla delegazione che farà l'invito ufficiale ai Solariani ma decide di mandare uno dei suoi assistenti. La delegazione torna disperata: non solo i Solariani hanno rifiutato l'invito, ma mostrano un comportamento irrazionale e guerrafondaio che contravviene alle sacrosante leggi della psicologia stabilite nel corso di millenni dagli psicologi della Federazione.
In contrasto con le posizioni dei suoi colleghi, Porus comincia a sospettare che gli ominidi di questo nuovo pianeta rappresentano qualcosa di speciale: una specie soggetta al panico di massa, in contrasto con la legge di Kraut che postula l'impossibilità di andare in panico per più di cinque ominidi alla volta. Porus convince il Consiglio della Federazione a mandarlo sulla Terra per dimostrare la sua tesi, e ben presto trasmette al Consiglio i risultati della sua dimostrazione, che consiste nella conferma di panico a livello di tutto il pianeta! Porus riesce a trovare una strategia psicologica per convincere i Solariani ad accettare l'invito di unirsi alla Federazione.